# Rachmaninoff (vodka)
La Rachmaninoff è una vodka tedesca, che deve il suo nome al musicista russo Sergej Vasil'evič Rachmaninov. Appartiene alla categoria delle vodke economiche, ed è commercializzata dalla catena Lidl con le seguenti gradazioni alcoliche:
- 37,5% (etichetta rossa)
- 40% (etichetta blu)

Sull'etichetta della bottiglia si suggerisce di utilizzarla per la preparazione del cocktail Bloody Mary, insieme alla salsa Worcester,
Oltre alla vodka, si possono trovare in commercio anche alcuni alcolpop a marchio Rachmaninoff.

## Produzione
Il processo produttivo è costituito da una tripla distillazione seguita da una filtrazione multipla.